# Poupoupidou
Poupoupidou è un film del 2010 diretto da Gérald Hustache-Mathieu.

## Trama
David Rousseau, scrittore di gialli di passaggio a Mouthe – nella valle più fredda della Francia – non crede al suicidio di Candice Lecœur, una stellina locale, e indaga sulla sua morte con l'aiuto del brigadiere Bruno Leloup. Scoprì diverse somiglianze tra il passato di Candice Lecœur e quello di Marilyn Monroe.

## Incassi
Il film ha registrato 218.529 ingressi in Francia (2011) e ha incassato $ 43.040 al botteghino statunitense.